# Connie i Carla
Connie i Carla (títol original: Connie and Carla) és una pel·lícula estatunidenca dirigida per Michael Lembeck, estrenada el 2004. Ha estat doblada al català.

## Argument
Connie i Carla són dues amigues d'infantesa que actuen en xous musicals als halls d'aeroport... Quan un vespre, són desafortunadament testimonis d'un crim de la màfia que les obligarà a marxar a Los Angeles per salvar les seves vides i amagar-se... fent-se passar per drag-queens (dones vestides com a homes que es vesteixen com a dones). El cas és que l'assumpte es complica quan a Los Angeles coneixen l'èxit i Connie s'enamora de David Duchovny, un home que busca l'amor... d'una noia. Així, amb la màfia empaitant-les, les dues dones hauran de seguir perseguint els seus somnis, evitar als matons i mai, mai subestimar el poder de transformació dels productes de cosmètica.

## Repartiment
- Nia Vardalos: Connie
- Toni Collette: Carla
- David Duchovny: Jeff
- Stephen Spinella: Robert / Peaches
- Alec Mapa: Lee / No Cream
- Christopher Logan: Brian / Patty Melt
- Robert Kaiser: Paul
- Ian Gomez: Stanley
- Robert John Burke: Rudy
- Boris McGiver: Tibor
- Nick Sandow: Al
- Dash Mihok: Mikey
- Chelah Horsdal: Amiga
- Debbie Reynolds: Ella mateixa
- Greg Grunberg: Guia visita estudi

## Crítica
- "Indigest còctel (...) dirigida amb considerable malaptesa (...) N'hi ha prou amb dir que el pitjor de la pel·lícula és la forma roma i escassament imaginativa amb que estan rodats els números musicals per tenir una precisa dimensió de la catàstrofe."[3]